# محمد عفيفي (معلق رياضي)
محمد عفيفي هو معلق وإعلامي رياضي مصري من مواليد 23 يوليو 1973 بمحافظة القاهرة، بدأ مسيرته الإعلامية في مجال التعليق الكروي بقناة نايل سبورت وإذاعة الشباب الرياضة والتليفزيون المصري بالقناة الثانية والفضائية المصرية عام 2005.

## المسيرة المهنيّة
يُعتبر محمد عفيفي أول معلق لقناة خاصة تمتلك حقوق نقل الدوري المصري الممتاز وذلك في موسم 2006 - 2007 بقناة دريم الفضائيّة في وجود ستوديو تحليلي يقدمه الإعلامي أحمد شوبير. قام محمد عفيفي بالتعليق على مباريات الدوري الإنجليزي لكرة القدم و‌بطولة أمم أوروبا 2008 للتليفزيون المصري وقناة نايل سبورت على البث الأرضي وأيضا إذاعة الشباب والرياضة، كما قام بالتعليق على مباريات الدوري البلجيكي عبر قناة دبليو دي إس التي كان يمتلكها رجل الأعمال المصري ماجد سامي.

## أشهر مباريات علق عليها محمد عفيفي
وواصل محمد عفيفي رحلة التألق في مجال التعليق الكروي على العديد من الفضائيات التي حصلت على حقوق بث مباريات الدوري المصري على رأسها قناة النادي الأهلي وقناة مودرن سبورت وقناة الحياة وميلودي سپورت وصدى البلد وقناة تايم سبورتس وعن أشهر المباريات التي علق عليها محمد عفيفي خلال رحلته في التعليق مباراة الأهلي المصري والاتحاد الليبي في عام 2010 بدوري أبطال افريقيا على شاشة قناة الأهلي ومباراة مصر وإيطاليا في كأس العالم للقارات عام 2009 عبر شاشة قناة نايل سبورت البث الأرضي
اشتهر محمد عفيفي بالعديد من اللزمات التي أحيتها جماهير الكرة في مصر والوطن العربي أبرزها "بقى ده اسمه كلام" و "فوقتنا دي" و عرضية بلسم" و " جول جول جول" 

## رحلة محمد عفيفى في الملاعب
الجدير بالذكر أن محمد عفيفي كان حارس مرمى فريق نادي اسکو خلال فترة الثمانينات وحتى مطلع التسعينات واعتزل مبكرا بسبب اصابة بالغة في الكتف موسم 1993 - 994، كما لعب بصفوف فريق الشباب بنادي المقاولون العرب